# Aleuroplatus alpinus
Aleuroplatus alpinus là một loài côn trùng cánh nửa trong họ Aleyrodidae, phân họ Aleyrodinae.
Aleuroplatus alpinus được Takahashi miêu tả khoa học đầu tiên năm 1955.